# Rigvéda
A Rigvéda (Szanszkrit: ऋग्वेद, nemzetközi átírás:ṛgveda, jelentése: versekben kifejezett tudás) egyike a hinduizmus  négy, a hinduk szerint öröktől fogva létező,  alapvető fontosságú szent  szövegének a Védáknak, amelyet az ortodox hívők  az istenek a látók (risik) számára kinyilatkoztatott szövegének tulajdonítanak (sruti). A másik három védával (Számavéda, Jadzsurvéda, Atharvavéda) együtt a hindu  vallás és  életmód legfontosabb forrásának tekinthető.  1028 rövidebb himnuszt, mantrákat tartalmaz,  amelyek  a védikus áldozati szertartás nélkülözhetetlen elemei.
Tanulmányozásuk a brahmanok (a papi, a legmagasabb kaszt tagjai) számára kötelező volt. Kezdetben szájhagyomány útján terjedt, és csak India  muszlim hódítása után  (12-13. század) foglalták írásba.    A Rigvéda szövegeinek értelmezése – archaikus jellegük miatt –  ma is a védikus kutatások legfőbb területe.

## Keletkezése és a Védángák
Keletkezésének időpontja  vitatott, a hagyomány az őskor kezdetére teszi (i.e. 30 000), néhány kutató szerint i. e. 3. évezredi. A mai kutatók többsége szerint i. e. 2. évezredi keletkezésű; i. e. 1500 és i. e. 1200 között, míg mások szerint az i. e. 1. évezred elején keletkezett. 
A négy Véda közül a Rigvédát a nomád árja hódítók hozták magukkal ősi lakóhelyükről, a többit pedig itt fogalmazták meg.
Az évezredek  folyamán szanszkrit nyelvű szövege szinte változatlan formában őrződött meg, ezért a szertartások pontos végrehajtása miatt, értelmezése  az idő haladtával szükségessé vált. A beavatottak nagy tekintélyű mesterei a Rigvédához is, akár a többi szent szöveghez, kiegészítéseket fűztek ( "Véda tagjai", azaz a Védángák). Ezek előírják a helyes kiejtést (siksa),   elmagyarázzák a verstan alapelveit (cshandasz), a szanszkrit nyelvtant (vjákarna) és  etimológiát (nirukta), előírják a szertartások kivitelezését (kalpa), egyúttal csillagászati ismereteket nyújtanak (dzsjótisa) azok pontos időpontjának meghatározásához. A Rigvéda citálását nagyon szigorúan vették, és csak képzett brahmanák idézhették az áldozati szertartások alkalmával. Egy elrontott mondat, helytelen kiejtés is súlyos következményekkel járhatott, akár az áldozat sikerét is veszélyeztette.  Az áldozati szertartás pontos időpontjának meghatározása miatt  volt fontos a védantákban előírt csillagászati ismeretek oktatása is. A sok esetben napokig, sőt hónapokig tartó előkészületek és maga az ünnepség is igen költséges volt, ezért nagy súlyt fektettek annak részletekbe menően pontos  kivitelezésére.

## Tartalma és szerkezete

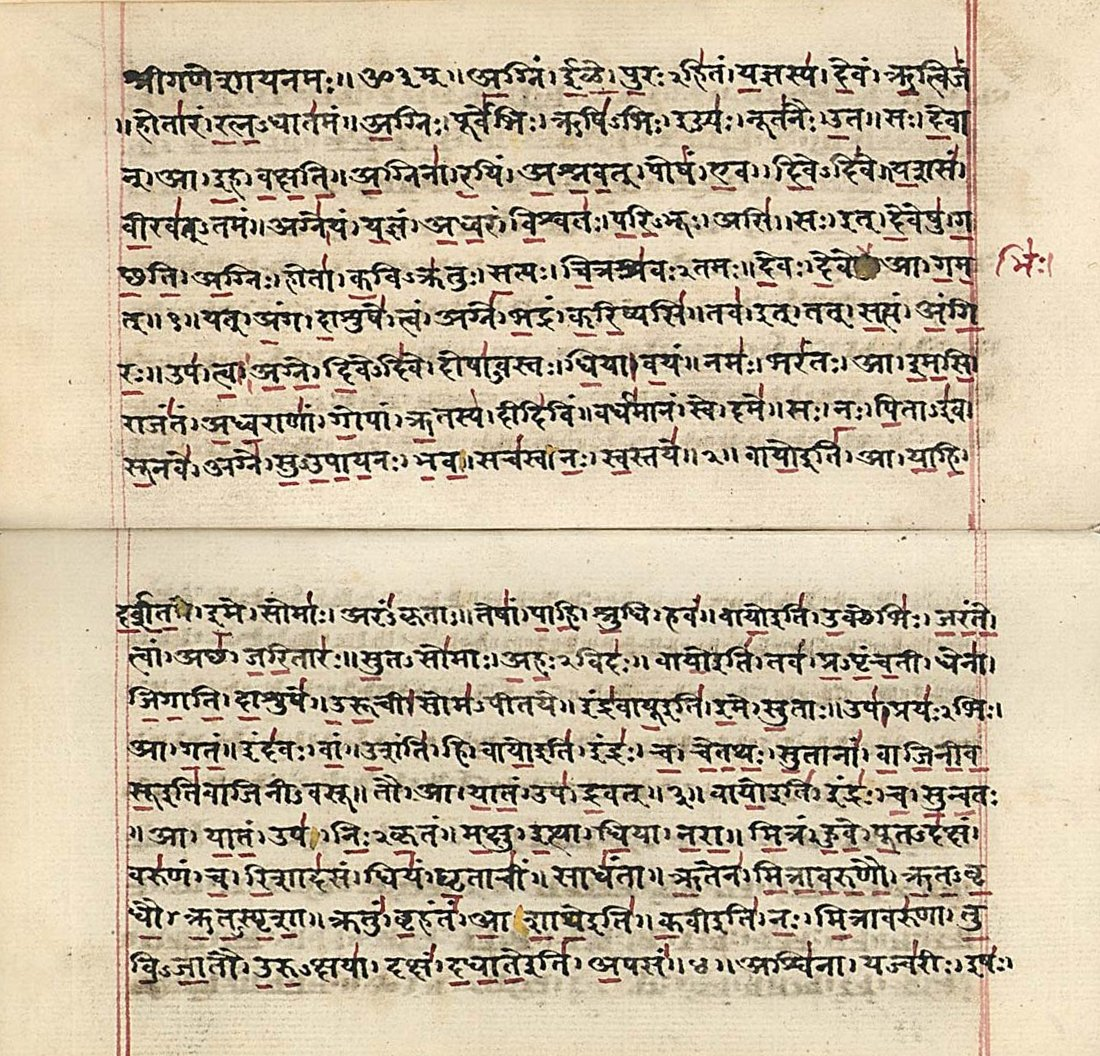
A Rigvéda egy lapja dévanágari írással a 19. századból

A Rigvéda nagy része az istenek kegyéért, illetve az ártó istenségek kiengeszteléséért könyörgő fohász. A legfontosabb isten, Indra, akit az istenek királyaként tiszteltek, majd Agni, a tűz istene volt. Őket követték az isteni brahminok, az istenek papjai, Varuna és Mitra, majd Rudra, a viharisten,  a későbbi Siva előképe következett Jamával, a halál urával, és Szavitárral, az ima istenével. Bár a Rigvéda rendkívüli módon kötődik az áldozati szertartásokhoz, találunk benne világi éneket is, egyikben egy kockajátékos mereng a véletlen kiszámíthatatlanságán, másikban nagy csaták történetét ismerjük meg. Némely ének párbeszédes formában maradt ránk (Akhája himnuszok), ezekhez néhány kutató az indiai dráma születését köti.
A műben csírájában megtalálható egyrészt a világtörvény (dharma) szerepe, amely a későbbi hindu hitvilág alapja lesz, másrészt megjelenik a monizmus kezdeti formája, azaz kitűnik, hogy a különböző istenek az oszthatatlan „Egy” különböző megnyilvánulási formái.
Az 1028 himnusz összesen 10 600 versszakot tartalmaz. Tíz "énekciklus" vagy énekelt strófa, ún. mandala alkotja, amelyek közül a 2–7. a legrégebbi eredetű. Gyakoriak a műben a recitálást, idézést, memorizálást segítő ismétlődő szakaszok. A 2-7. mandalák családi gyűjtemények, amelyek szövegét brahman családok ápolták és hagyományozták át. Ezek a himnuszok egy-egy  istenhez intézett fohászok, és csökkenő terjedelmi sorrendben követik egymást. A 8. mandala vegyes, több családhoz köthető gyűjtemény, a 9. a Szóma istenhez szóló himnuszcsokor. Az 1. és 10. mandala újabb keletű, és az ősibb himnuszokban nem szereplő istenekhez fohászkodik.
A mandalák himnuszokat tartalmaznak ([szúkta], szó szerint: „jól szavalt” vagy  „dicsérő beszéd”) az áldozati rítusok számára. A szúkták egyedi versszakokból állnak ( [rics], azaz "Dicséret"), amelyek  tovább bonthatók a vers alapegységeire ([pada], „láb”). A leginkább használatos versmérték a  dzsagati (amikor a pada 12 szótagból áll), a trishtubh 11, a virádzs 10, a gajátri és az  anushtubh 8 szótagos.
A Rigvédához először Jászka készített részletes szójegyzéket i.e. 500 körül.
Szövegének átadása arra illetéktelen számára már Manu törvényei szerint is büntetendő. Csak a 19. században, India brit hódítása után ismerhették meg nyugati kutatók.

## Magyar nyelven megjelent
- Szanszkrit líra; vál., ford., jegyz. Vekerdi József, ford. Lakatos István et al.; Európa, Bp., 1988. (Lyra mundi) ISBN 9630745186
- Rigvéda himnuszok; In: vál., ford., jegyz. Fórizs László: Költészet vallás, filozófia és tudomány határán. Válogatott műfordítások; A Tan Kapuja Buddhista Főiskola Kelet–Nyugat Kutatóintézet, Bp., 2020. ISBN 978-615-81452-5-1
- Rigvéda. Teremtéshimnuszok; ford., jegyz. Fórizs László; FLI, Bp., 1995. ISBN 963-8534-915 Könyvészeti adatok
- A Nászadíja-himnusz (Rigvéda X. 129.) fordítása és költői elemzése
- Joanna Jurewicz: A világ teremtése a Nászadíja-himnuszban in Keréknyomok 2013/7, 7-22 Fórizs László honlapján
- Gaál Balázs – Tóth Ibolya: Varuna-himnuszok – Válogatás a Rigvéda irodalmából. TKBF, 2001. ISBN 9630076551
- Rig-Véda; O’Flaherty, W.D. (Ford.); magyarra fordította: Pék Zoltán, Farkas Lőrinc Imre kiadó, 2000,  ISBN 9637310762